# اس‌سی‌اچ-۴۸۴۶۱
اس‌سی‌اچ-۴۸۴۶۱ (به انگلیسی: SCH-48461) با فرمول شیمیایی C۲۶H۲۷NO۳ یک ترکیب شیمیایی با شناسه پاب‌کم ۱۳۲۸۳۲ است. که جرم مولی آن ۴۰۱٫۴۹۷۴۸ g/mol می‌باشد. 